# 長野カップ
長野カップ（ながの―）は、長野市のビッグハットにおいて開催されるアイスホッケーの国別対抗戦であり、日本で唯一の公式国際大会である。正式名称は「長野オリンピック記念事業国際アイスホッケー大会長野カップ」である。
1998年の長野オリンピックを機に、アイスホッケー会場となったビッグハットにて毎年、海外のチームを招待して開催される。
例年は1月下旬から2月上旬に行われているが、2006-2007年シーズンは12月の開催となった。また長野オリンピック10周年にあたる2008年には国際アイスホッケー連盟発足100周年にあたったため、参加チームが確保できず、「U16長野オリンピックメモリアルカップ2008」が開催された。
長野カップは1998年の長野オリンピックで残された収益金による「長野オリンピック記念基金」をの助成金を財源に大会を行ってきた。しかし2010年3月に基金が終了、残っていた基金をベースに新たに「ながの夢応援基金」が作られたが、長野カップは基金の助成対象から外れてしまい運営資金難のため長野カップ2010以後大会は行われていない
。

## 歴代成績
| 年度       | 優勝         | 2位              | 3位                            | 4位      |
| ---------- | ------------ | ---------------- | ------------------------------ | -------- |
| 1996年     | フィンランド |                  |                                |          |
| 2000年     | カナダ       |                  |                                |          |
| 2001年     | ポーランド   |                  |                                |          |
| 2002年     | スイス       | 日本             | シビル                         |          |
| 2003年     | チェコ       |                  |                                |          |
| 2004年     | カザフスタン | ロシア           | 日本                           | カナダ   |
| 2005年     | 日本         | ロシア           | カナダ                         | -        |
| 2006年2月  | 日本         | デンマーク       | フランクフルト・ライオンズ     | -        |
| 2006年12月 | 日本         | ノルウェー       | デンマーク                     | フランス |
| 2008年     | 日本         | アンガルスク選抜 | ブリティッシュコロンビア州選抜 | -        |
| 2010年     | カザフスタン | スロベニア       | デンマーク                     | 日本     |